# Toonglasa forficuloides
Toonglasa forficuloides är en insektsart som beskrevs av William Lucas Distant 1893. Toonglasa forficuloides ingår i släktet Toonglasa och familjen Blissidae. Inga underarter finns listade i Catalogue of Life.